# مضلع

أنواع مختلفة من المضلعات منهن ما هو محدب ومنهن ما هو مقعر ومنهن ما هو بسيط ومنهن ما ذاتي التقاطع

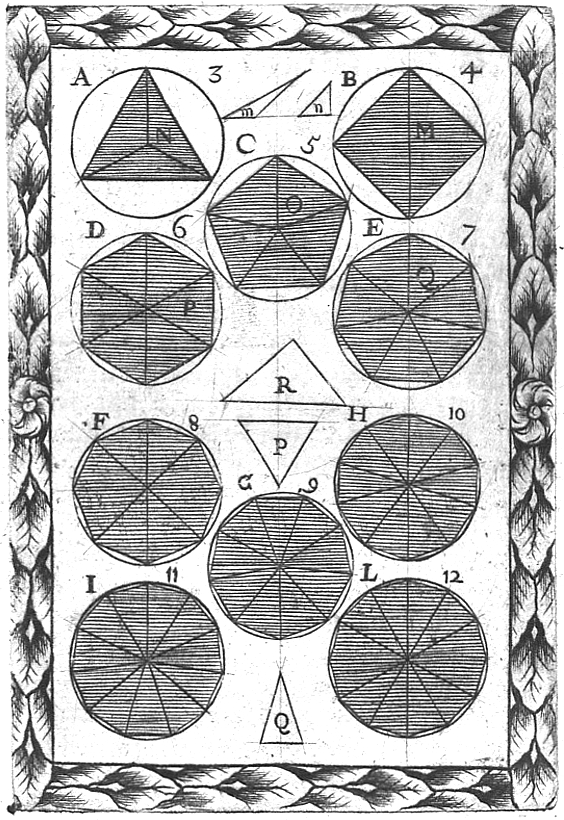
عدة مضلعات تاريخية من عام 1699.

المضلع هو خط بسيط مغلق يتكون من اتحاد عدة قطع مستقيمة. وهو شكل هندسي يقع في المستوي.
ضلع المضلع، هي كل قطعة مستقيمة من محيط المضلع. زوايا المضلع، هي الزوايا المحصورة بين أضلاع المضلع.
مضلع منتظم هو مضلع جميع أضلاعه متطابقة في القياسات وجميع زواياه الداخلية متطابقة. بينما مضلع غير منتظم هو المضلع الذي زواياه غير متطابقة. كون أضلاع مضلع ما متطابقة من حيث الطول لا يجعل من المضلع منتظما، ولكن يجعل منه مضلعا متساوي الأضلاع.

## حساب مجموع زوايا المضلع
مجموع زوايا أي مضلع يساوي {\displaystyle 180(n-2)\,} بالدرجات
أو {\displaystyle \pi (n-2)\,} بالراديان حيث {\displaystyle n\,} عدد أضلاع هذا المضلع.
مثال:
مجموع زوايا المثلث : 180 (3 - 2) = 180 درجة
مجموع زوايا الشكل السباعي : 180 (7 - 2) = 900 درجة

## ترتيب

### عدد الأضلع
ترتب المضلعات أساسا حسب عدد الأضلع اللائي يملكنهن. انظر إلى تسمية المضلعات أسفله.

## خصائص
- لا يقل عدد الأضلاع في المضلع عن ثلاثة أضلاع.
- لا يقل مجموع زوايا المضلع عن 180 درجة.

## تسمية المضلعات
تسمى المضلعات حسب عدد أضلاعها. المضلع الذي لديه ثلاثة أضلاع يسمى ثلاثي أضلاع أو مثلثا ؛ والمضلع الذي لديه أربعة أضلاع يسمى رباعي أضلاع، وهكذا.
| الاسم                 | عدد الأضلع | الخصائص |
| --------------------- | ---------- | --- |
| مضلع أحادي            | 1          | لا يعتبر عموما متعددا للأضلاع، ولكن قد تستعمل هذه التسمية في بعض التخصصات، نظرية المخططات مثالا. |
| مضلع ثنائي            | 2          | لا يعتبر عموما متعددا للأضلاع في المستوى الإقليدي رغم إمكانية وجوده متعدد أضلاع كروي. |
| مثلث (أو ثلاثي أضلاع) | 3          | أبسط أشكال متعددات الأضلاع في المستوى الإقليدي. يمَكن من تبليط المستوى. |
| رباعي أضلاع           | 4          | أبسط متعدد للأضلاع تُحتمل فيه خاصية التقاطع الذاتي. لا يمكن للمثلث أن يكون ذاتي التقاطع. خاصية التقاطع الذاتي تملكنها متعددات الأضلاع ابتداءا من أربعة أضلاع فما فوق. أبسط متعدد للأضلاع تُحتمل فيه خاصية التقعر. أبسط متعدد للأضلاع قد يُستحال فيه ايجاد دائرة محيطة. وجود دائرة محيطة بمثلث حتمي. يمَكن من تبليط المستوى. |
| خماسي أضلاع           | 5          | أبسط مضلع قد يكون في شكل نجمة خماسية. |
| سداسي أضلاع           | 6          | يمَكن من تبليط المستوى تبليطا سداسيا. |
| سباعي أضلاع           | 7          | أبسط مضلع حيث يكون الشكل المنظم منه غير قابل للإنشاء بالفرجار والمسطرة. ولكن هو قابل للإنشاء باستعمال طريقة Neusis construction. |
| ثماني أضلاع           | 8          | [ 5 ] |
| تساعي أضلاع           | 9          | |
| عشاري أضلاع           | 10         | [ 5 ] |
| ذو أحد عشر ضلعا       | 11         | The simplest polygon such that the regular form cannot be constructed with compass, straightedge, and تثليث زاوية. |
| ذو اثني عشر ضلعا      | 12         | [ 5 ] |
| ثلاثة عشري الأضلاع    | 13         | [ 5 ] |
| أربعة عشري الأضلاع    | 14         | [ 5 ] |
| خمسة عشري الأضلاع     | 15         | [ 5 ] |
| ستة عشري الأضلاع      | 16         | [ 5 ] |
| سبعة عشري الأضلاع     | 17         | مضلع قابل للإنشاء |
| ثمانية عشري الأضلاع   | 18         | [ 5 ] |
| تسعة عشري الأضلاع     | 19         | [ 5 ] |
| عشروني الأضلاع        | 20         | [ 5 ] |
| icositetragon         | 24         | [ 5 ] |
| ثلاثوني الأضلاع       | 30         | [ 5 ] |
| أربعوني الأضلاع       | 40         | [ 5 ] [ 7 ] |
| خمسوني الأضلاع        | 50         | [ 5 ] [ 7 ] |
| مضلع                  | 60         | [ 5 ] [ 7 ] |
| مضلع                  | 70         | [ 5 ] [ 7 ] |
| مضلع                  | 80         | [ 5 ] [ 7 ] |
| تسعوني الأضلاع        | 90         | [ 5 ] [ 7 ] |
| مئوي الأضلاع          | 100        | [ 5 ] |
| 257-gon               | 257        | مضلع قابل للإنشاء |
| ألفي الأضلاع          | 1000       | Philosophers including رينيه ديكارت, إيمانويل كانت, ديفيد هيوم, have used the chiliagon as an example in discussions. |
| عشرة آلافي الأضلاع    | 10,000     | Used as an example in some philosophical discussions, for example in Descartes' تأملات في الفلسفة الأولى |
| 65537-gon             | 65,537     | مضلع قابل للإنشاء |
| megagon               | 1,000,000  | As with René Descartes' example of the chiliagon, the million-sided polygon has been used as an illustration of a well-defined concept that cannot be visualised. The megagon is also used as an illustration of the convergence of مضلع منتظمs to a circle.                                                            |
| مضلع لانهائي          | ∞          | A degenerate polygon of infinitely many sides. |

## التاريخ
عرفت متعددات الأضلع منذ قديم الزمان. عرف الإغريق متعددات الأضلع المنتظمة.

## المضلعات في الطبيعة

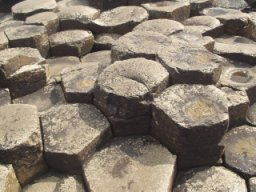
صخور بُركانية مضلعة في أيرلندا الشمالية.

## وصلات خارجية
- المضلعات
- السبورة الذكية